# Affirm
Affirm – amerykańska firma technologiczna oferująca usługi finansowe konsumentom i przedsiębiorstwom. Założona w 2012 roku przez współzałożyciela PayPala Maxa Levchina. Jest największym pożyczkodawcą z siedzibą w Stanach Zjednoczonych oferującym usługę płatności odroczonych. Według danych Affirm z 2024 r. liczba użytkowników wynosiła prawie 18,7 mln, a roczna kwota płatności wynosiła 26,6 mld dolarów.
Affirm oferuje niezabezpieczone pożyczki ratalne na zakup produktów i usług. Formy dokonywania płatności to opcje płatności przy kasach online, opcje płatności w kioskach samoobsługowych, integracja z portfelami cyfrowymi innych firm oraz karty wirtualne lub fizyczne. Firma generuje przychody poprzez pobieranie opłat za usługi od sprzedawców, pobieranie odsetek od pożyczkobiorców lub jedno i drugie, nie pobiera opłat za spóźnienie. Affirm oferuje również konto oszczędnościowe i kartę debetową. Firma deklaruje, że jej proces udzielania pożyczek obejmuje ocenę transakcji na podstawie wyników oceny zdolności kredytowej i innych istotnych czynników, przy jednoczesnym uwzględnieniu uczenia maszynowego.